# Megasaissetia inflata
Megasaissetia inflata är en insektsart som först beskrevs av Cockerell och Parrott in Cockerell 1899.  Megasaissetia inflata ingår i släktet Megasaissetia och familjen skålsköldlöss. Inga underarter finns listade i Catalogue of Life.